# Solberga landskommun, Skåne
Solberga landskommun var en tidigare kommun i dåvarande Malmöhus län.

## Administrativ historik
Kommunen bildades i Solberga socken i Vemmenhögs härad i Skåne när 1862 års kommunalförordningar trädde i kraft. 
Vid kommunreformen 1952 uppgick kommunen i Rydsgårds landskommun som uppgick 1971 i Skurups kommun.